# The Devil We Know
The Devil We Know és un documental d'investigació, de 2018, dirigit per Stephanie Soechtig, sobre els presumptes perills per a la salut de l'àcid perfluorooctanoic (PFOA, també conegut com a C8), l'ingredient principal del tefló, i la potencial responsabilitat de DuPont. S'estrenà al festival de cinema de Sundance de 2018. La directora, Soechtig, també ha produït documentals similars com ara Tapped (2009), sobre la contaminació causada per l'aigua envasada; Fed Up (2014), sobre la indústria alimentària que promou la obesitat; i Under the Gun (2016), sobre els grups de pressió de les armes.

## Sinopsi
La història està centrada a Parkersburg (Virgínia de l'Oest), on es trobava la fàbrica de DuPont que fabricava tefló. El documental inclou gravacions de compareixences públiques, noticiaris i anuncis corporatius, així com contribucions de científics i activistes.